# Kurhanne, Semenivka
Kurhanne (în ucraineană Курганне) este un sat în comuna Bohdanivka din raionul Semenivka, regiunea Poltava, Ucraina.

## Demografie
Componența lingvistică a localității Kurhanne
     Ucraineană (97,03%)
     Belarusă (1,98%)
     Alte limbi (0,99%)
Conform recensământului din 2001, majoritatea populației localității Kurhanne era vorbitoare de ucraineană (97,03%), existând în minoritate și vorbitori de belarusă (1,98%).